# Незалежність системи аксіом
Незалежність системи аксіом ― властивість системи аксіом даної аксіоматичної теорії, що полягає в тому, що кожна аксіома є незалежною, тобто не є логічним наслідком з множини інших аксіом цієї теорії. Систему аксіом, що має цю властивість, називають незалежною.

## Опис
Незалежність тієї чи іншої аксіоми даної аксіоматичної теорії означає, що цю аксіому можна без суперечності замінити її запереченням. Іншими словами, аксіома незалежна в тому і тільки в тому випадку, якщо є інтерпретація, за якої ця аксіома помилкова, а всі інші аксіоми даної теорії істинні. Побудова такої інтерпретації є класичним методом доведення незалежності.
Під час побудови аксіоматичної теорії у вигляді формальної системи, де відношення логічного слідування формалізується у вигляді поняття вивідності, аксіома вважається незалежною, якщо її не можна вивести з інших аксіом за допомогою правил виведення даної формальної системи. Для широкого класу формальних систем (так званих теорій 1-го порядку) незалежність відносно вивідності збігається з незалежністю відносно логічного слідування.
Стосовно до формальних систем і взагалі обчислень є сенс говорити про незалежність правил виведення. Правило виведення називають незалежним, якщо існує теорема даного числення, яку не можна вивести без використання цього правила.
Незалежність системи аксіом сама по собі не є обов'язковою властивістю аксіоматичної теорії. Вона лише свідчить про те, що сукупність початкових положень теорії не є надлишковою, і надає деякі технічні зручності.
Однак дослідження, присвячені незалежності системи аксіом, і доведення незалежності сприяють кращому розумінню досліджуваної теорії. Досить згадати, який вплив на розвиток математики справило питання про незалежність п'ятого постулату Евкліда в системі аксіом геометрії.

## Застосування у теоретичній фізиці
Від 2000-х років зрозуміло, що логічна незалежність є надзвичайно важливою в основах фізики.